# Nacimiento (Spanyolország)
Nacimiento község Spanyolországban, Almería tartományban. Lakosainak száma 501 fő (2024).

## Földrajza
Nacimiento Alboloduy, Las Tres Villas, Baza és Gérgal községekkel határos.

## Népesség
A település lakosságának változását az alábbi diagram mutatja:
| Lakosok száma | 509  | 465  | 452  | 482  | 511  | 507  | 483  | 495  | 485  | 501  |
|               | 2001 | 2004 | 2006 | 2009 | 2011 | 2014 | 2016 | 2019 | 2021 | 2024 |